# Битва железных канцлеров
«Битва железных канцлеров» — исторический роман советского писателя Валентина Пикуля, опубликованный в 1977 году.

## Сюжет
Роман посвящён истории дипломатических отношений Российской империи с центральными европейскими державами (Австрийской империей, Второй французской империей, Прусским королевством, Северогерманским союзом, Германской империей, Британской империей, Итальянским королевством и другими странами) в период острейших европейских политических кризисов, войн, революций и переговорных процессов 1850 — 1870-х годов.
В центре романа — «битва» двух «железных канцлеров»: дипломатическая дуэль между государственным канцлером, министром иностранных дел Российской империи Александром Горчаковым (1798—1883) и министром-председателем правительства Пруссии, канцлером Северогерманского союза, рейхсканцлером Германской империи Отто фон Бисмарком (1815—1898), каждый из которых стремится к максимальному укреплению мощи своей страны и усилению её политического влияния в Европе и мире. Главная цель Горчакова — денонсация Парижского мирного договора (1856), навязанного России после Крымской войны и запрещавшего ей держать военно-морской флот в Чёрном море. Главная цель Бисмарка — объединение раздробленных немецких земель в единое государство под главенством Пруссии. Оба канцлера ценой длительной дипломатической борьбы, стратегических союзов, взаимных уступок, военных и политических столкновений добиваются поставленных целей.

## Структура романа

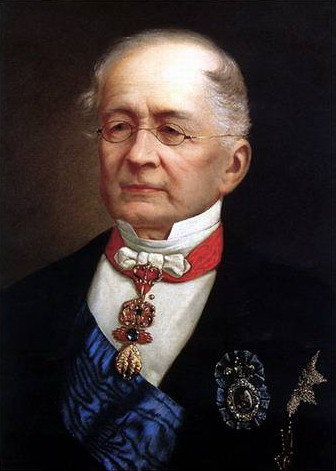
Государственный канцлер А. М. Горчаков

### Последний лицеист (Вместо пролога)
В Ницце доживает последние годы своей жизни престарелый отставной российский канцлер Александр Горчаков — «последний лицеист» (все первые выпускники легендарного Императорского Царскосельского лицея, включая его друга А. С. Пушкина, давно ушли из жизни). 27 февраля 1883 года 84-летний князь Горчаков — последний из «лицеистов» умирает в Баден-Бадене.
Даётся обзорная авторская оценка вклада Горчакова в развитие системы международных отношений: в основе его политических концепций лежала борьба за мир, он вынашивал мысль о создании мощной международной институции, обладающей серьёзными юрисдикциями, что легло в основу Гаагских мирных конференций и стало как бы прологом к созданию ООН.

### Часть первая. Европейский концерт

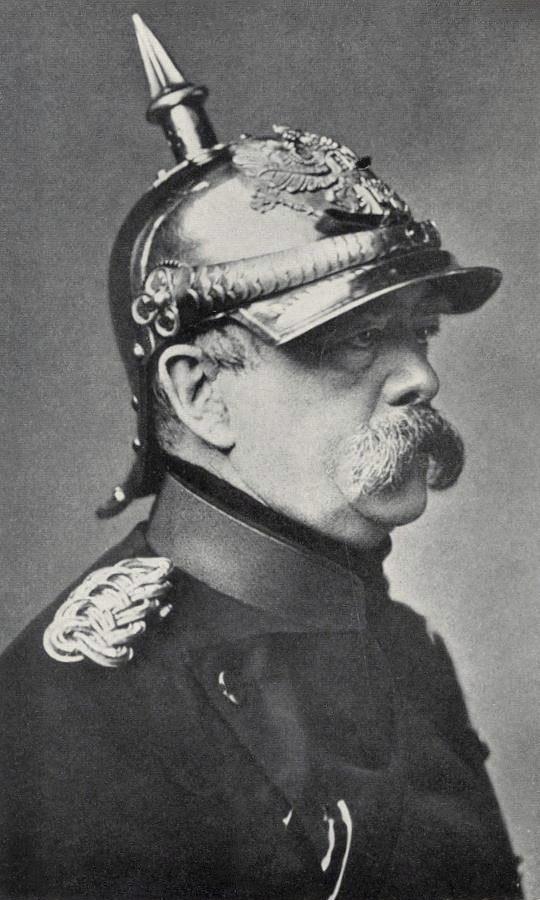
Рейхсканцлер Отто фон Бисмарк

Середина XIX века. Германии в привычном нам понятии, то есть как единого государства не существует. На территории современной Германии расположено 38 независимых немецких земель (княжеств) – «Немцев было много, а Германии у них не было!», – большинство из которых вынуждены были ориентироваться не на Берлин (Пруссию), а на Вену (Австрию), которая председательствовала в Союзном сейме (общегерманском бундестаге) во Франкфурте-на-Майне. Всесилие австрийского посла при Союзном сейме Антона Прокеша, доминировавшего над послами всех немецких княжеств, начинает ослабевать после назначения нового посла Пруссии Бисмарка, который начал дипломатическую карьеру с организации кражи у Прокеша секретных документов и переправки их в Берлин. Во Франкфурт-на-Майне прибывает русский посол князь Горчаков, который, одновременно, является и послом России в Вюртемберском королевстве и знакомится с Бисмарком. Между Горчаковым и Бисмарком складываются дружеские отношения, по многим дипломатическим вопросам их взгляды совпадают.
В разгар Крымской войны в 1854 году Горчакова переводят послом в Вену и он безуспешно пытается удержать Австрию от фактического разрыва союза с Россией. В конце войны Россия и Франция начинают сепаратные переговоры о мире (Горчаков — Морни), без участия Англии, так как Наполеон III хотел лишь реванша за 1812 год, но не полного разгрома России. Переговоры прерываются по вине министра иностранных дел России Карла Нессельроде, который запретил Горчакову вести их и проинформировал о них Австрию. Новые — русско-австрийские переговоры о мире Нессельроде поручает своему зятю Льву Зеебаху. Горчаков считает всё это предательством интересов России. Возмущённый Наполеон III прерывает переговоры с русскими, а торжествующий австрийский канцлер Буоль ставит Горчакова перед фактом: «теперь условия мира будем диктовать мы». После обеда у Зеебаха Горчаков испытывает признаки отравления.
Понимая непреодолимость проавстрийской позиции министра Нессельроде, Горчаков обращается напрямую к императору Александру II, рекомендуя отвергнуть ультиматум Буоля и вернуться к русско-французским переговорам о мире, что могло бы позволить нейтрализовать австрийские требования территориальных уступок в Бессарабии. В Петербурге, многие высокопоставленные русские сановники обвиняют Нессельроде в политической изоляции России. Александр II отзывает Горчакова из Вены в Петербург. Нессельроде близок к отставке.
Во Франции открывается Парижский конгресс, подводящий итоги Крымской войны. Российские дипломаты Алексей Орлов и Филипп Брунов, опираясь на поддержку министра иностранных дел Франции Александра Валевского, в ходе долгих переговоров пытаются максимально защитить российские интересы от жестких требований британского министра иностранных дел Кларедона и австрийского канцлера Буоля. Конгресс завершается подписанием Парижского мирного договора (1856), завершившего Крымскую войну.
Александр II, знакомит Горчакова со статьями Парижского мира. Горчаков подчёркивает, что «Орлов сделал всё что мог, и даже больше». Император считает самым нетерпимым и оскорбительным пунктом договора — нейтрализацию Чёрного моря (Россия потеряла возможность иметь там военно-морские силы) и предлагает Горчакову пост министра иностранных дел. Горчаков отказывается, ссылаясь на старость, но, после настойчивых требований Александра II, всё же соглашается сменить Нессельроде на министерском посту. Свою основную задачу он озвучивает императору: «Я хотел бы стать имперским канцлером только затем, чтобы, не выкатив из арсеналов ни единой пушки и не тронув даже копеечки из казны, без крови и выстрелов, сделать так, чтобы наш флот снова качался на рейдах Севастополя».
Новым французским послом в России назначен герцог Морни, которого благожелательно встречают Горчаков и Александр II. В Москве проходит коронация российского императора. Горчаков замечает советнику МИДа Жомини, что ему нужен Бисмарк. Россия укрепляется на острове Змеином на Дунае, что приводит к совместному заявлению английского и австрийского послов в России — Гренвиля и Эстергази о попытке русских пересмотреть Парижский мир. Французский посол Морни, поддерживая Горчакова, делает заявление, что он не нашёл остров Змеиный на карте и французам безразлично, кто его населяет. Закрепляя русско-французские связи Морни женится на княжне Софье Трубецкой.
Горчаков начинает замены послов России, удаляя политических наемников, и подрывает позиции Австрии, требуя проведения народного плебисцита в Дунайских княжествах. Российский министр предупреждает мир, что отныне Россия будет строить свою политику исключительно в собственных интересах. Появляется знаменитая депеша Горчакова «Россия сосредотачивается».
Проезжая поездом через Франкфурт, Горчаков встречается с Бисмарком, сообщая ему что место Австрии в новой европейской коалиции должны занять Франция и Пруссия.
Горчаков прилагает усилия для организации личной встречи Александра II и Наполеона III. Англичане срочно организовывают закрытую встречу Наполеона III с королевой Викторией на острове Уайт в Осборне, давая понять французам, что не одобряют их симпатии к русским и попыток изменения карты Европы. Король Вюртемберга в ходе встречи с Александром II безуспешно пытается примирить его с австрийцами. В Штутгарте встречаются и начинают переговоры Наполеон III с Александром II и Валевский с Горчаковым. Наполеон III, используя недовольство русскими Австрией, предлагает Александру II согласится на устранение Австрии из Италии, чтобы Франция вернула свои границы по Рейну и Альпам. Русский император, в отличие от королевы Виктории, поддержал эту инициативу, но дал понять, что Россия не будет участвовать в военных действиях. Горчаков привез проект русского-французского договора о дружбе, но Наполеон III, к большому неудовольствию Александра II, затронул вопрос о Польше. Русский монарх счёл это оскорбительным. Горчаков с трудом убеждает поляка Валевского спасти хрупкий русско-французский союз: Россия поддержит Францию в войне с Австрией, если Франция поддержит Россию в восточных делах, Россия поддержит угнетённых итальянцев, если Франция поддержит славян, угнетаемых Турцией. Основа договора России и Франции сохранилась, но из-за фразы Наполеона III о Польше он не был подписан.
В Веймаре Александр II согласился встретиться с Францем-Иосифом, но в ходе встречи не меняет своего отношения к Австрии. Желая завоевать расположение Горчакова, Франц Иосиф I награждает его орденом Святого Стефана, но это также ни к чему не приводит: Горчаков убеждает Александра II не делать ответный жест и не награждать канцлера Буоля, а свой орден «забывает» в ванной комнате.

### Последний канцлер (Вместо эпилога)
Бисмарк вынужденно уходит в отставку с поста рейхсканцлера, что инициировано императором Вильгельмом II. Отставленный от дел Бисмарк все последние годы своей жизни безуспешно пытается убедить немецкую общественность и власти в необходимости сохранения стратегического союза с Россией. Тщетность этих попыток и предчувствие реальной возможности военного разгрома Германии приводит его к частому употреблению алкоголя и морфия.
Роман завершается рассмотрением политического завещания Бисмарка немцам: избегать войны с Россией и войны на два фронта. К нему не прислушались в разные годы Вильгельм II и Гитлер, ввергнувшие Германию в Первую и Вторую мировые войны.